# Mücheln
Mücheln é um município da Alemanha, situado no distrito de Saale, no estado de Saxônia-Anhalt. Tem 98,6 km² de área, e sua população em 2019 foi estimada em 8.639 habitantes.